# 益富政助
益富 政助（ますとみ まさすけ、1878年〈明治11年〉7月7日 - 1976年〈昭和51年〉4月16日）は、日本のキリスト教巡回伝道者。鉄道基督教青年会の創設者である。

## 経歴

### 幼少期・洗礼
1878年（明治11年）に熊本県人吉市の農家に、益富熊平・さいの8男として生まれる。
1897年（明治30年）に長崎にある長老派のミッションスクールの東山学院に入学する。日高善一、都留仙次らが同級生だった。
1899年（明治32年）に日本基督長崎教会で洗礼を受ける。

### 神学生
献身を志して、1903年（明治36年）明治学院神学部入学する。在学中に、日露戦争が勃発YMCA軍隊慰問使として、本多庸一、中田重治らと満州で軍隊の慰問を行う。

### 活動
1907年（明治40年）に東京キリスト教青年会に勤務する。翌年、1908年（明治41年）に鉄道基督教青年会を設立する。
1911年（明治44年）には廓清会を設立して、江原素六、島田三郎、安部磯雄、山室軍平、伊藤秀吉と共に禁酒運動を行う。
1933年（昭和8年）の日本ホーリネス教会の分裂事件の際には、中田重治から、日匹信亮らと共に調停の依頼を受ける。1936年（昭和11年）にホーリネス和協分離にこぎつけることができた。
1948年（昭和23年）に鈴木春と協力して、日本家庭聖書会を設立して、家庭への聖書の無料配布に努力した。1968年に第5回キリスト教功労者の表彰を受ける。

## 著作

### 著書
- 『此罹災者を救え』廓清会本部〈廓清叢書 第2巻〉、1911年11月。 NCID BB02951627。
- 『新聞伝道意見』東京協同伝道新聞伝道委員、1916年10月。 NCID BA41194874。
- 『思想国難と鉄道職員の覚悟』鉄道青年会本部、1928年11月。 NCID BN15607061。全国書誌番号:44001202。
- 『公娼制度廃止論』廓清会婦人矯風会廃娼聨盟、1929年3月。 NCID BN05976990。
- 『節約読本』鉄道青年会、1929年12月。 NCID BA40580715。全国書誌番号:47005309。
- 『私の歩んできた道』益富政助先生鉄道奉仕55周年記念会、1963年11月。 NCID BA51662888。
- 内藤多喜雄編 編『伝道第一の人益富政助先生 遺稿と追想録』益富政助先生遺稿と追想録刊行会、1978年7月。 NCID BN10048381。

### 編集
- モーリス・グレゴリー『欧洲諸国醜業公認制度廃止運動』廓清会本部、1912年12月。 NCID BA40566226。
- 『聖愛』鎌倉保育園、1922年8月。 NCID BN11153202。全国書誌番号:43036465。
- 『歌集 ゆうかり』鉄道青年会本部、1930年12月。 NCID BB0931037X。